# Relais 4 × 100 mètres masculin aux Jeux olympiques d'été de 1928 (athlétisme)
Pour un article plus général, voir Athlétisme aux Jeux olympiques d'été de 1928.
Navigation
Paris 1924 Los Angeles 1932
L'épreuve du relais 4 × 100 mètres masculin aux Jeux olympiques de 1928 s'est déroulée les 4 et 5 août 1928 au Stade olympique d'Amsterdam, aux Pays-Bas. Elle est remportée par l'équipe des États-Unis (Frank Wykoff, James Quinn, Charley Borah et Henry Russell).

## Résultats

### Finale
| Rang               | Athlète         | Pays                                                          | Temps  | Notes |
| ------------------ | --------------- | ------------------------------------------------------------- | ------ | ----- |
| Médaille d'or      | États-Unis      | Frank Wykoff, James Quinn, Charley Borah, Henry Russell       | 41 s 0 | =WR   |
| Médaille d'argent  | Allemagne       | Georg Lammers, Richard Corts, Hubert Houben, Helmut Körnig    | 41 s 2 |       |
| Médaille de bronze | Grande-Bretagne | Cyril Gill, Teddy Smouha, Walter Rangeley, Jack London        | 41 s 8 |       |
| 4                  | France          | André Cerbonney, Gilbert Auvergne, André Dufau, André Mourlon | 42 s 0 |       |
| 5                  | Suisse          | Emmanuel Goldsmith, Willy Weibel, Willy Tschopp, Hans Niggl   | 42 s 6 |       |
|                    | Canada          | Ralph Adams, Johnny Fitzpatrick, Buck Hester, Percy Williams  |        | DSQ   |